# Санандува
Санандува (порт. Sananduva) — муниципалитет в Бразилии, входит в штат Риу-Гранди-ду-Сул. Составная часть мезорегиона Северо-запад штата Риу-Гранди-ду-Сул. Входит в экономико-статистический микрорегион Санандува. Население составляет 14 963 человека на 2006 год. Занимает площадь 504,551 км². Плотность населения — 29,7 чел./км².

## История
Город основан 15 декабря 1954 года.

## Статистика
- Валовой внутренний продукт на 2003 составляет 215.821.581,00 реалов (данные: Бразильский институт географии и статистики).
- Валовой внутренний продукт на душу населения на 2003 составляет 14.521,71 реалов (данные: Бразильский институт географии и статистики).
- Индекс развития человеческого потенциала на 2000 составляет 0,804 (данные: Программа развития ООН).